# Wilkowo Polskie (przystanek kolejowy)
Wilkowo Polskie - wąskotorowy kolejowy przystanek osobowy w Wilkowie Polskim, woj. wielkopolskim, w Polsce.